# Playa de Sotavento de Jandía
Playa de Sotavento de Jandía är en strand i Spanien.   Den ligger i provinsen Provincia de Las Palmas och regionen Kanarieöarna, i den sydvästra delen av landet, 1 700 km sydväst om huvudstaden Madrid.